# 岡村健司
岡村 健司（おかむら けんじ、1961年〈昭和36年〉9月15日 - ）は、日本の国際公務員、元大蔵・財務官僚。財務省国際局次長、財務省国際局長、財務官、内閣官房参与を経て、国際通貨基金副専務理事。

## 人物
東京都出身。東京大学教養学部文科一類入学。東京大学法学部卒業。ハーバード大学ハーバード・ケネディ・スクールより公共政策学修士の学位を取得。1985年、大蔵省入省、主計局総務課配属。1991年、会津若松税務署長。国際通貨基金などを経て、1997年、主計局主計官補佐として郵政や運輸の予算編成を担当する。2001年、大臣官房文書課広報室長。2003年、山形県に出向し、商工労働観光部長や総務部長を務める。2006年、財務大臣秘書官事務取扱。2008年以降、国際局の複数の課長を歴任した。2017年、国際局次長。2019年、国際局長。2020年、財務官。2021年7月、依願免官、内閣官房参与（国際経済担当）。同年11月、内閣官房参与退職。同年12月、国際通貨基金副専務理事。

## 経歴
国家公務員採用上級甲種試験（法律）合格
1985年03月31日：東京大学法学部卒業
1985年04月01日：大蔵省入省。主計局総務課配属
1986年05月00　：大蔵省主計局法規課係員
1989年07月00　：大蔵省理財局資金第一課原資係長
1990年07月00　：大蔵省理財局資金第一課企画係長
1991年07月10日：会津若松税務署長
1992年07月00　：大蔵省大臣官房秘書課課長補佐
1993年07月00　：大蔵省大臣官房付（命）国際通貨基金派遣
1996年07月00　：国税庁長官官房企画課課長補佐
1997年07月00　：大蔵省主計局主計官補佐（郵政係主査）
1998年07月00　：大蔵省主計局主計官補佐（運輸第一、二、三係主査）
1999年04月00　：大蔵省大臣官房付（併）内閣官房（命）「21世紀日本の構想」懇談会担当室主幹
2000年07月00　：大蔵省国際局国際機構課課長補佐（総括・企画）
2001年01月06日：財務省国際局国際機構課課長補佐
2001年07月10日：財務省大臣官房文書課広報室長
2002年07月09日：財務省大臣官房秘書課首席監察官（併）大臣官房秘書課人事企画室長
2003年07月11日：財務省大臣官房付
2003年07月22日：財務省大臣官房企画官
2003年08月25日：山形県商工労働観光部次長
2004年04月01日：山形県商工労働観光部長
2005年04月01日：山形県総務部長
2006年07月28日：財務省主税局調査課長
2006年09月26日：財務省大臣官房付（命）財務大臣秘書官事務取扱
2007年08月27日：東京国税局査察部長
2008年07月04日：財務省大臣官房付
2008年07月10日：財務省国際局国際機構課長
2010年07月09日：財務省国際局開発政策課長
2012年07月10日：財務省国際局総務課長
2013年06月28日：金融庁総務企画局参事官（国際担当）（併）金融庁総務企画局開示業務参事官
2014年07月00　：金融庁総務企画局参事官（競争力強化・国際担当）
2015年07月07日：財務省大臣官房審議官（国際局担当）
2017年07月11日：財務省国際局次長
2019年07月05日：財務省国際局長
2020年07月20日：財務官
2021年07月16日：財務官依願免官。内閣官房参与（国際経済担当）
2021年11月16日：内閣官房参与退職
2021年12月03日：国際通貨基金副専務理事

## 同期
大蔵省入省同期に、
- 藤井健志（内閣官房副長官補）
- 中尾睦（元内閣官房TPP等政府対策本部国内調整統括官）
- 中島淳一（金融庁長官）
- 森田宗男（元金融国際審議官）
- 矢野康治（元財務事務次官）
- 野島透（元九州財務局長）
- 可部哲生（元国税庁長官）
- 川嶋真（元独立行政法人造幣局理事長）
- 岸本浩（独立行政法人国立印刷局理事長）
- 岡本直之（元国土交通省政策統括官）
- 中井徳太郎（元環境事務次官）
- 小部春美（元政策研究大学院大学教授）
- 田中秀明（明治大学専任教授）

などがいる。